# Blabirhinus
Blabirhinus är ett släkte av skalbaggar. Blabirhinus ingår i familjen plattnosbaggar.
Kladogram enligt Catalogue of Life:
| Blabirhinus | \| \| Blabirhinus dorsalis \| \| \| \| \| \| Blabirhinus obliquus \| \| \| \| \| \| Blabirhinus plumbeus \| \| \| \| |
|             | \| \| Blabirhinus dorsalis \| \| \| \| \| \| Blabirhinus obliquus \| \| \| \| \| \| Blabirhinus plumbeus \| \| \| \| |
|             | Blabirhinus dorsalis                                                                                                 |
|             | |
|             | Blabirhinus obliquus                                                                                                 |
|             | |
|             | Blabirhinus plumbeus                                                                                                 |
|             | |